# آتو استیشن (آلاسکا)
آتو استیشن (به انگلیسی: Attu Station) شهرکی در ناحیه سرشماری الوتینس غربی، آلاسکا ایالت آلاسکا است که جمعیت آن در سرشماری سال ۲۰۰۰ میلادی ۲۰ نفر بوده‌است.